# Silla monobloque

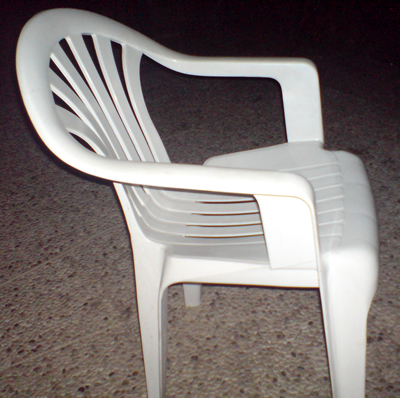
Una silla monobloque

La silla monobloque (a veces llamada Monobloc) es un tipo particular de silla hecha en polipropileno, muy ligera y fácil de apilar. Los primeros registros de la silla monobloque datan de 1967, como una creación del diseñador italiano Vico Magistretti, inspirado en un diseño del arquitecto Joe Colombo.  Variantes de la silla de plástico de una sola pieza entraron en producción hechas por Allibert Group y Grosfillex Group en la década de 1970. Desde entonces, millones se han fabricado en países como Rusia, Taiwán, Australia, México, Estados Unidos, Italia, Francia, Alemania, Marruecos, Argentina, Turquía, Israel y China. Hay muchas variaciones de diseño de la idea básica
.
La silla monobloque lleva este nombre porque es moldeada por inyección a partir de polipropileno termoplástico. Los gránulos se calientan a unos 220 grados Celsius, y el plástico fundido es inyectado en un molde. La puerta del molde se encuentra normalmente en el asiento, para asegurar un flujo suave de todas las partes de la herramienta. Las sillas cuestan alrededor de US$3 para ser producidas, haciéndolas accesibles en todo el mundo.
El teórico social Ethan Zuckerman las describe como habiendo adquirido una omnipresencia mundial:
La monobloque es uno de los pocos objetos que consigo pensar como libres de cualquier contexto específico. Ver una silla de plástico blanco no te ofrece ninguna pista de dónde o cuándo estás.